# Tsjecho-Slowakije op de Olympische Winterspelen 1960
Tijdens de Olympische Winterspelen van 1960, die in Squaw Valley (Verenigde Staten) werden gehouden, nam Tsjecho-Slowakije voor de achtste keer deel.

## Medailleoverzicht
| Sport       | Olympiër    | Discipline | Medaille |
| ----------- | ----------- | ---------- | -------- |
| Kunstrijden | Karol Divín | mannen     | Zilver   |

## Deelnemers en resultaten

### Kunstrijden
| Olympiër      | Discipline | Resultaat | Prestatie                 |
| ------------- | ---------- | --------- | ------------------------- |
| Karol Divín   | mannen     | Zilver    | pc. 22,0; 1414,300 punten |
| Jana Mrázková | vrouwen    | 4e        | pc. 53,0; 1338,700 punten |

### Langlaufen
| Olympiër      | Discipline | Resultaat | Prestatie            |
| ------------- | ---------- | --------- | -------------------- |
| Rudolf Čillík | 15 km (m)  | 36e       | 57.23,7 (+5.28,2)    |
| Rudolf Čillík | 30 km (m)  | 30e       | 2:03.50,6 (+12.46,7) |
| Rudolf Čillík | 50 km (m)  | dnf       | opgave               |

### Noordse combinatie
| Olympiër         | Discipline | Resultaat | Prestatie                                   |
| ---------------- | ---------- | --------- | ------------------------------------------- |
| Vlastimil Melich | mannen     | 18e       | 425,097 punten schans: 198,0 15 km: 227,097 |

### IJshockey
| Olympiër | Discipline | Resultaat | Prestatie |
| --- | ---------- | --------- | --- |
| Vlastimil Bubník Josef Černý Bronislav Danda Vladimír Dvořáček Jozef Golonka Karel Gut Jaroslav Jiřík Jan Kasper František Mašlán Vladimír Nadrchal Václav Pantůček Rudolf Potsch Jáno Starší František Tikal František Vaněk Miroslav Vlach Jaroslav Volf | mannen     | 4e        | voorronde groep C: 5 - 7 Tsjecho-Slowakije - Verenigde Staten 18 - 1 Tsjecho-Slowakije - Australië finaleronde: 5 - 8 Tsjecho-Slowakije - Sovjet-Unie 0 - 4 Tsjecho-Slowakije - Canada 3 - 1 Tsjecho-Slowakije - Zweden 9 - 1 Tsjecho-Slowakije - Duits eenheidsteam 4 - 9 Tsjecho-Slowakije - Verenigde Staten |

Argentinië · Australië · Bulgarije · Canada · Chili · Denemarken · Duits eenheidsteam · Finland · Frankrijk · Groot-Brittannië · Hongarije · IJsland · Italië · Japan · Libanon · Liechtenstein · Nederland · Nieuw-Zeeland · Noorwegen · Oostenrijk · Polen · Sovjet-Unie · Spanje · Tsjecho-Slowakije · Turkije · Verenigde Staten · Zuid-Afrika · Zuid-Korea · Zweden · Zwitserland